# Porto del Circolo Canottieri Solvay
Il porto del Circolo Canottieri Solvay è un porto turistico privato di Rosignano Solvay, località costiera del comune di Rosignano Marittimo.

## Caratteristiche
Situato sul Mar Ligure, è ricavato in una piccola darsena protetta da una scogliera frangiflutti.
È riservato esclusivamente ai soci del Circolo Nautico Solvay, anche se è consentito l'ingresso ai natanti fino a 9 metri che si trovino in difficoltà. I posti barca totali sono circa 130 per imbarcazioni di lunghezza non superiore ai 9 metri; le profondità dei fondali sono comprese mediamente tra 1,5 e 2,5 metri.